# Muğla (provins)
Muğla är en provins i Turkiet med en areal på 12 716 km². 2022 hade provinsen 1 048 185 invånare. Provinshuvudstad är Muğla.

## Distrikt
Provinsen Muğla är indelad i 12 distrikt:
- Bodrum
- Dalaman
- Datça
- Fethiye
- Kavaklıdere
- Köyceğiz
- Marmaris
- Milas
- Muğla
- Ortaca
- Ula
- Yatağan